# Penermon
Penermon – wieś w Stanach Zjednoczonych, w stanie Missouri, w hrabstwie Stoddard.